# Копальня Мак-Кін
Копальня Мак-Кін — колишній гірничодобувний майданчик у центральній частині Тихого океану на острові Мак-Кін зі складу архіпелагу Фенікс (наразі належить державі Кірибаті).
У другій половині XIX століття на тлі зростаючого попиту на добрива велись пошуки та видобуток гуано на численних островах світового океану. Зокрема, в 1859-му американська Phoenix Guano Company узялась за видобуток на Мак-Кіні (також працювала на розташованих у тій же групі островах Ендербері та Фенікс) і того ж року шхуна «Modern Times» вивезла перший вантаж добрива. Втім, є відомості, що першу по справжньому товарну партію гуано з Мак-Кін доставило до США в січні 1860-го судно «White Swallow», яке прийняло 1200 тонн добрива.
Гуано вилучали вручну, при цьому роботу можливо було провадити лише під час відливу, оскільки в приплив багаті на добриво ділянки внутрішньої лагуни затоплювало. Після сушки гуано доправляли до місця, звідки було найбільш зручно перевантажувати його на судна, у вагонетках, які тягнули по дерев'яних рейках коні чи мули.
Для зменшення витрат на розробку на початку 1860-х Phoenix Guano Company домовилась з American Guano Company про спільне фрахтування судна постачання, яке раз на 2—3 місяці доправляло припаси та нових працівників на задіяні у видобутку гуано острови Мак-Кін, Ендербері, Фенікс, Бейкер та Джарвіс (останні два належали до діяльності American Guano Company).
До кінця десятиліття запаси добрива вилучили й наприкінці 1870 року останній працівник Phoenix Guano Company полишив Мак-Кін.